# Gradi delle forze armate della Repubblica di San Marino
Di seguito vengono descritti i gradi delle forze armate della Repubblica di San Marino.

## Colori delle insegne
Colore delle insegne da spallina e da paramano d'ordinanza:
- Oro
  - Comando Superiore delle Milizie
  - Guardia del Consiglio Grande e Generale
  - Guardia di Rocca (sia Nucleo Uniformato, sia Compagnia di Artiglieria)
  - Servizio sanità militare
- Argento
  - Compagnia Uniformata delle Milizie (compresa Banda Militare)
  - Gendarmeria

Colore delle insegne da paramano dell'alta uniforma (grado di caporale e caporale maggiore sempre in rosso):
- Guardia del Consiglio Grande e Generale usa il paramano di colore giallo-ocra e il segno del grado in oro.
- Guardia di Rocca usa il paramano rosso e il segno del grado in oro.
- Compagnia Uniformata delle Milizie usa il paramano bianco e il segno del grado anche bianco.

Uso delle spalline metalliche con l'alta uniforme:
- Guardia del Consiglio Grande e Generale le usa orate.
- Guardia di Rocca usa le spalline orate, ufficiali con le nappe orate, altri gradi con le nappe argentate.
- Gli ufficiali della Compagnia Uniformata delle Milizie usano le spalline argentate, altri gradi non le usano portando le spalline di stoffa senza il grado segnato.

## Insegne dei gradi
| | Grado                                                            | Insegna da spallina | Insegna da paramano dell'uniforme d'ordinanza | Insegna da paramano dell'alta uniforme | Funzioni e Note |  |
| |                                                                  |                     |                                               |                                        | |  |
| ufficiali generali e superiori |                                                                  |                     |                                               |                                        | |  |
| OF-8 | Generale                                                         |                     | [ 1 ]                                         | [ 2 ]                                  | Comandante Superiore delle Milizie (CUM) |  |
| OF-6 | Generale di brigata CUM                                          |                     |                                               |                                        | Eccezione: Comandante della Gendarmeria nei anni 2013-2015 |  |
| OF-5 | Colonnello                                                       |                     |                                               |                                        | Ispettore generale (CUM), Comandante della Gendarmeria (GE) |  |
| OF-4 | Tenente colonnello                                               |                     |                                               |                                        | Capo dello Stato Maggiore (min), Vice Comandante della Gendarmeria |  |
| OF-3 | Maggiore                                                         |                     |                                               |                                        | Ispettori dei corpi (min), Sottocapo dello Stato Maggiore (min), Uditore Militare (min), Direttore del Servizio Sanitario, Medico (max), Ufficiali di Ordinanza del Comandante Superiore (max), Ispettore della Banda Militare (max)                                  |  |
| ufficiali subalterni |                                                                  |                     |                                               |                                        | |  |
| OF-2 | Capitano                                                         |                     |                                               | [ 4 ]                                  | Comandanti dei Corpi militari, Segretario del Congresso (min), Cappellano (1° o unico), Capo del Servizio Sanitario, Ispettore della Banda Militare (min), Medico, Ufficiali di Ordinanza dell'Ispettore Generale e del Capo dello Stato Maggiore (max)               |  |
| OF-1 | Tenente                                                          |                     |                                               |                                        | Vice comandanti dei Corpi, Direttore della Banda, Cappellano (2° o unico), Medico (min), Vice-Segretario del Comando Superiore (max), Ufficiali di amministrazione (max), Ufficiali di Ordinanza degli Ispettori dei Corpi e del Sottocapo dello Stato Maggiore (max) |  |
| OF-1 | Sottotenente                                                     |                     |                                               |                                        | Ufficiali di amministrazione, Direttore della Banda (min), Ufficiali di Ordinanza; Vice-Segretario del Comando Superiore |  |
| sottufficiali |                                                                  |                     |                                               |                                        | |  |
| OR-9 | Maresciallo (GE) Sergente Maggiore aiutante (GRNU)               | [ 5 ]               | [ 6 ]                                         |                                        | Solo nei corpi militari di polizia professionale (GE e GRNU). |  |
| OR-6 | Brigadiere (GE) Sergente maggiore                                |                     |                                               |                                        | Infermieri, Capo Banda, Bandisti cat. solisti (max) |  |
| OR-5 | Vicebrigadiere (GE) Sergente                                     |                     |                                               |                                        | Infermieri, Furiere della Banda |  |
| graduati e militi |                                                                  |                     |                                               |                                        | |  |
| OR-3 | Appuntato (GE) Caporale maggiore                                 |                     |                                               |                                        | Bandisti cat. solisti (min) |  |
| OR-2 | Caporale                                                         |                     |                                               |                                        | Inesistente nei corpi di Gendarmeria, Nucleo Uniformato. Il grado non viene nominato nel Regolamento della Banda Musicale, ma viene provato dal materiale video. |  |
| OR-1 | Gendarme (GE) Guardia Milite (CUM)                               |                     |                                               |                                        | Bandisti cat. unica |  |
| | Allievo Gendarme (GE) Allievo Guardia e Guardia Ausiliare (GRNU) |                     |                                               |                                        | Bandisti cat. allievi |  |
| Abbreviazioni: GE - Corpo di Gendarmeria GRNU - Guardia di Rocca Nucleo Uniformato CUM - Compagnia Uniformata delle Milizie min - grado minimo o pro-tempore max - grado massimo |                                                                  |                     |                                               |                                        | |  |

## Galleria d'immagini
Archiviato il 25 settembre 2019 in Internet Archive. 